# Греко-римская борьба на летних Олимпийских играх 1968 — до 97 кг
Соревнования по греко-римской борьбе в рамках Олимпийских игр 1968 года в полутяжёлом весе (до 97 килограммов) прошли в Мехико с 23 по 26 октября 1968 года в «Ice Rink of the Insurgents».
Турнир проводился по системе с начислением штрафных баллов.
- 0 штрафных очков в случае чистой победы или дисквалификации противника, а также неявки;
- 0,5 штрафных очка в случае победы ввиду явного технического превосходства (на восемь и более баллов);
- 1 штрафное очко в случае победы по баллам (с разницей менее восьми баллов);
- 2 штрафных очка в случае результативной ничьей;
- 2,5 штрафных очка в случае безрезультатной ничьей (пассивной ничьей);
- 3 штрафных очка в случае поражения по баллам (с разницей менее восьми баллов);
- 3,5 штрафных очка в случае поражения ввиду явного технического превосходства соперника (на восемь и более баллов);
- 4 штрафных очка в случае чистого поражения или дисквалификации а также неявки.

Трое оставшихся борцов выходили в финал, где проводили встречи между собой. Встречи между финалистами, состоявшиеся в предварительных схватках, шли в зачёт. Схватка по регламенту турнира продолжалась 9 минут в три трёхминутных периода, в партер ставили менее активного борца. Мог быть назначен овертайм.
В полутяжёлом весе боролись 16 участников. Фаворитами соревнований были практически не отличающиеся по возможностям чемпион мира 1966 года Боян Радев, чемпион мира 1967 года Николай Яковенко, и бронзовый призёр и того, и другого чемпионата Николае Мартинеску. Эти спортсмены и вышли в финал, который получился полноценным, поскольку друг с другом борцы не встречались. Радев и Яковенко оба победили Мартинеску, а свою встречу свели вничью. Но Радев победил Мартинеску чисто, тогда как Яковенко лишь по очкам, что и решило судьбу золотой медали. 

## Призовые места
- Боян Радев (BUL)
- Николай Яковенко (URS)
- Николае Мартинеску (ROU)

## Первый круг
| Штрафных баллов | Участник 1               | Результат             | Участник 2             | Штрафных баллов |
| --------------- | ------------------------ | --------------------- | ---------------------- | --------------- |
| 0               | Боян Радев (BUL)         | Дисквалификация       | Хэнк Шенк (USA)        | 4               |
| 0               | Петер Ютцелер (SUI)      | Туше (1:30)           | Гюрбюз Лю (TUR)        | 4               |
| 4               | Ференц Кишш (HUN)        | Дисквалификация обоих | Юрген Клинге (GDR)     | 4               |
| 0               | Николае Мартинеску (ROU) | Туше (2:09)           | Хайнц Киль (FRG)       | 4               |
| 1               | Торе Хем (NOR)           | По очкам              | Кай Мальмберг (FIN)    | 3               |
| 2               | Пер Свенссон (SWE)       | Ничья                 | Даниэль Верник (ARG)   | 2               |
| 0               | Такэси Нагао (JPN)       | Туше (6:05)           | Эд Миллард (CAN)       | 4               |
| 1               | Николай Яковенко (URS)   | По очкам              | Вацлав Орловский (POL) | 3               |

## Второй круг
| Штрафных баллов | Участник 1               | Результат       | Участник 2           | Штрафных баллов |
| --------------- | ------------------------ | --------------- | -------------------- | --------------- |
| 6,5             | Хэнк Шенк (USA)          | Ничья           | Петер Ютцелер (SUI)  | 2,5             |
| 0               | Боян Радев (BUL)         | Дисквалификация | Гюрбюз Лю (TUR)      | 8               |
| 1               | Николае Мартинеску (ROU) | По очкам        | Юрген Клинге (GDR)   | 7               |
| 5               | Ференц Кишш (HUN)        | По очкам        | Хайнц Киль (FRG)     | 7               |
| 3               | Кай Мальмберг (FIN)      | Туше (0:33)     | Даниэль Верник (ARG) | 6               |
| 4               | Пер Свенссон (SWE)       | Ничья           | Торе Хем (NOR)       | 3               |
| 1               | Николай Яковенко (URS)   | Туше (1:37)     | Эд Миллард (CAN)     | 8               |
| 3               | Вацлав Орловский (POL)   | Туше (8:42)     | Такэси Нагао (JPN)   | 4               |

## Третий круг
| Штрафных баллов | Участник 1               | Результат               | Участник 2             | Штрафных баллов |
| --------------- | ------------------------ | ----------------------- | ---------------------- | --------------- |
| 0,5             | Боян Радев (BUL)         | За явным превосходством | Петер Ютцелер (SUI)    | 6               |
| 1               | Николае Мартинеску (ROU) | Туше (4:51)             | Ференц Кишш (HUN)      | 9               |
| 5               | Пер Свенссон (SWE)       | По очкам                | Кай Мальмберг (FIN)    | 6               |
| 4               | Торе Хем (NOR)           | По очкам                | Вацлав Орловский (POL) | 6               |
| 1               | Николай Яковенко (URS)   | Туше (4:52)             | Такэси Нагао (JPN)     | 8               |

## Четвёртый круг
| Штрафных баллов | Участник 1             | Результат   | Участник 2               | Штрафных баллов |
| --------------- | ---------------------- | ----------- | ------------------------ | --------------- |
| 6               | Пер Свенссон (SWE)     | По очкам    | Николае Мартинеску (ROU) | 4               |
| 0,5             | Боян Радев (BUL)       | Туше (2:45) | Торе Хем (NOR)           | 8               |
| 1               | Николай Яковенко (URS) | Пропускал   |                          |                 |

## Встреча 1
| Штрафных баллов | Участник 1               | Результат | Участник 2       | Штрафных баллов |
| --------------- | ------------------------ | --------- | ---------------- | --------------- |
| 3,5             | Николай Яковенко (URS)   | Ничья     | Боян Радев (BUL) | 3               |
| 4               | Николае Мартинеску (ROU) | Пропускал |                  |                 |

## Встреча 2
| Штрафных баллов | Участник 1             | Результат | Участник 2               | Штрафных баллов |
| --------------- | ---------------------- | --------- | ------------------------ | --------------- |
| 4,5             | Николай Яковенко (URS) | По очкам  | Николае Мартинеску (ROU) | 7               |
| 3               | Боян Радев (BUL)       | Пропускал |                          |                 |

## Встреча 3
| Штрафных баллов | Участник 1             | Результат   | Участник 2               | Штрафных баллов |
| --------------- | ---------------------- | ----------- | ------------------------ | --------------- |
|                 | Боян Радев (BUL)       | Туше (4:58) | Николае Мартинеску (ROU) |                 |
|                 | Николай Яковенко (URS) | Пропускал   |                          |                 |